# Casablanca WCT 1970
Il Casablanca WCT 1970 è stato un torneo di tennis giocato sulla terra rossa. È stata la 1ª edizione del Casablanca WCT, che fa parte del World Championship Tennis 1970. Si è giocato a Casablanca in Marocco, dal 1° al 7 giugno 1970.

## Campioni

### Singolare
John Newcombe ha battuto in finale  Andrés Gimeno con il punteggio di 6–4 6–4 6–4

### Doppio
Mark Cox /  Graham Stilwell hanno battuto in finale  Marty Riessen /  Roger Taylor con il punteggio di 6–4 6–4